# گره (دیلم)
گُره یا گوره، روستایی است از توابع بخش امام حسن در شهرستان دیلم استان بوشهر ایران گفته شده که نام گره از گرنه که همان قرنة عراق باشد گرفته شده زیرا ساکنان اولیه گره عرب‌های بنی اسد هستند که از قرنة عراق به این منطقة هجرت کرده‌اند و احتمالاً خانواده‌های عرب زاده نوادگان آن مهاجران باشند.

## جمعیت
این روستا در دهستان لیراوی میانی قرار دارد و بر اساس سرشماری سال ۱۳۸۵ جمعیت آن ۲۳نفر (۴خانوار) می‌باشد.